# チャメッ駅
チャメッ駅 （チャメッえき、マレー語:Chamek Railway Station） は、マレーシアのジョホール州チャメッにある、マレー鉄道ウエスト・コースト線の駅である。

## 概要
KTMインターシティの一部の列車 (Kembara) が停車する。
なお、2009年2月1日からKembaraが運行停止となったことから、客扱いで停車する列車は無くなった。

## 歴史
- 1909年7月1日 - スガマッ～ジョホール・バル間開業。

## 駅構造
単式ホーム1面1線をもつ地上駅である。駅舎は南西側にあり、ホームに面している。北東側に待避線が1線あり列車交換ができる。